# ریچمند (لوئیزیانا)
ریچمند (به انگلیسی: Richmond) شهری در ایالت لوئیزیانا کشور ایالات متحده آمریکا است که جمعیت آن در سرشماری سال ۲۰۱۰ میلادی، ۵۷۷ نفر بوده‌است.